# Parciaki (gromada)
Parciaki – dawna gromada, czyli najmniejsza jednostka podziału terytorialnego Polskiej Rzeczypospolitej Ludowej w latach 1954–1972.
Gromady, z gromadzkimi radami narodowymi (GRN) jako organami władzy najniższego stopnia na wsi, funkcjonowały od reformy reorganizującej administrację wiejską przeprowadzonej jesienią 1954 do momentu ich zniesienia z dniem 1 stycznia 1973, tym samym wypierając organizację gminną w latach 1954–1972.
Gromadę Parciaki z siedzibą GRN w Parciakach utworzono – jako jedną z 8759 gromad na obszarze Polski – w powiecie przasnyskim w woj. warszawskim, na mocy uchwały nr VI/10/16/54 WRN w Warszawie z dnia 5 października 1954. W skład jednostki weszły obszary dotychczasowych gromad Parciaki i Żelazna ze zniesionej gminy Jednorożec oraz obszary dotychczasowych gromad Dynak i Cierpięta ze zniesionej gminy Baranowo w tymże powiecie. Dla gromady ustalono 20 członków gromadzkiej rady narodowej.
1 stycznia 1957 z gromady Parciaki wyłączono wieś Cierpięta włączając ją do gromady Baranowo w tymże powiecie.
31 grudnia 1961 do gromady Parciaki włączono obszar zniesionej gromady Olszewka w tymże powiecie.
Gromada przetrwała do końca 1972 roku, czyli do kolejnej reformy gminnej.